# Liste der denkmalgeschützten Objekte in Ragnitz
Die Liste der denkmalgeschützten Objekte in Ragnitz enthält die 5 denkmalgeschützten, unbeweglichen Objekte der Gemeinde Ragnitz im steirischen Bezirk Leibnitz.

## Denkmäler
| Foto |                 | Denkmal | Standort                            | Beschreibung | Metadaten |
| ---- | --------------- | --- | ----------------------------------- | --- | --- |
| ja   | Datei hochladen | Schloss Frauheim HERIS-ID: 36870 Objekt-ID: 35900                                                             | Edelsee 9 Standort KG: Badendorf    | Das Schloss ist ein geschlossener Vierflügelbau des 17. Jahrhunderts mit drei Ecktürmen um einen quadratischen Hof. Im Südtrakt befindet sich die zweigeschoßige Kapelle. Die Repräsentationsräume sind mit Stuckdecken aus der Werkstatt des Alexander Serenio geschmückt. Im 18. Jahrhundert wurden die Türme umgestaltet sowie die Kapelle um zwei Seitenräume erweitert. | BDA-Hist.: Q37972591 Status: Bescheid Stand der BDA-Liste: 2025-06-30 Name: Schloss Frauheim GstNr.: .1/1 Schloss Frauheim                                                                               |
| ja   | Datei hochladen | Schloss Rohr HERIS-ID: 37375 Objekt-ID: 36501                                                                 | Rohr 15 Standort KG: Haslach        | Schloss Rohr war im 12. Jahrhundert eine Wasserburg, im 17. und 18. Jahrhundert erfolgte der Ausbau zum Schloss. Seit im 20. Jahrhundert einige baufällige Teile abgerissen und durch eine Mauer ersetzt wurden, ist es keine geschlossene Anlage mehr. es sit nunmehr ein zweigeschoßiger Dreiflügelbau mit Eckturm im Nordosten und kleinem Uhrturm am Osttrakt. Der Tortrakt ist klassizistisch. | BDA-Hist.: Q1418754 Status: Bescheid Stand der BDA-Liste: 2025-06-30 Name: Schloss Rohr GstNr.: .1 Schloss Rohr                                                                                          |
| ja   | Datei hochladen | Schloss Laubegg samt Ausstattung u. Einrichtung, Umfassungsmauer mit Eingang HERIS-ID: 51610 Objekt-ID: 57298 | Laubegg 1 Standort KG: Ragnitz      | Das Schloss wurde nach 1561 erbaut. Es ist ein Vierflügelbau mit leicht hervortretenden Ecktürmen ist um einen fast quadratischen Innenhof. Im Nord- und Südtrakt befinden sich mächtige Tonnengewölbe. Aus dem 17. Jahrhundert stammen der Arkadengang im Westteakt und ein überdachter Stiegenaufgang, die sog. Venezianische Stiege. Mitte des 17. Jahrhunderts wurde auch die Schlosskapelle erbaut, die Ausstattung stammt aus späterer Zeit. Das Neorenaissance-Schlossportal mit Wappenreliefs stammt aus dem Jahr 1911. Die Wohnräume haben Rokoko-Stuckierungen, ein Ofen mit blauweißen Delfterkacheln ist mit 1764 datiert. Zum Schloss führt eine mehrhundertjährige Kastanienallee. | BDA-Hist.: Q2242065 Status: Bescheid Stand der BDA-Liste: 2025-06-30 Name: Schloss Laubegg samt Ausstattung u. Einrichtung, Umfassungsmauer mit Eingang GstNr.: .60, 1379/3, 3165, .62/2 Schloss Laubegg |
| ja   | Datei hochladen | Ortskapelle HERIS-ID: 69443 Objekt-ID: 82526                                                                  | bei Ragnitz 13 Standort KG: Ragnitz | | BDA-Hist.: Q38122426 Status: § 2a Stand der BDA-Liste: 2025-06-30 Name: Ortskapelle GstNr.: .152 |
| ja   | Datei hochladen | Taubenschlag HERIS-ID: 44624 Objekt-ID: 45456                                                                 | Ragnitz 5a Standort KG: Ragnitz     | | BDA-Hist.: Q38010310 Status: Bescheid Stand der BDA-Liste: 2025-06-30 Name: Taubenschlag GstNr.: .166 |